# Paracartus coffini
Paracartus coffini là một loài bọ cánh cứng trong họ Cerambycidae.